# Бааш, Эрнст Теодор
Эрнст Теодор Бааш (нем. Ernst Theodor Baasch; 1861—1947) — немецкий историк и публицист.

## Биография
Эрнст Теодор Бааш родился 19 ноября 1861 года на севере Германии в городе Гамбурге в весьма уважаемой купеческой семье.
По окончании средней школы учился истории, географии и экономике в Берлине, Тюбингене и Марбурге. Одним из его учителей был Георг фон Белов, с которым его на протяжении всей жизни связывала дружба. В 1888 году он был одним из добровольцев, которые работали в городском архиве Гамбурга. В том же году он стал сотрудником библиотеки, а после смерти Германа Отто Матсена в 1889 году торговая палата избрала его на должность главного библиотекаря (в то время весьма уважаемый пост).